# Záriečie
Záriečie este o comună slovacă, aflată în districtul Púchov din regiunea Trenčín. Localitatea se află la altitudinea de 333 m deasupra n.m., se întinde pe o suprafață de 9,42 km2 și în 2017 număra 697 de locuitori.

## Istoric
Localitatea Záriečie este atestată documentar din 1475.

## Demografie
| An:                | 1994 | 2004   | 2014   | 2024   |
| ------------------ | ---- | ------ | ------ | ------ |
| Număr de persoane: | 667  | 675    | 706    | 696    |
| Diferență:         |      | +1,19% | +4,59% | −1,41% |

| An:                | 2023 | 2024 |
| ------------------ | ---- | ---- |
| Număr de persoane: | 696  | 696  |
| Diferență:         |      | +0%  |